# FIDE Grand Prix 2014–2015
Der FIDE Grand Prix 2014–2015 war eine Serie von Schachturnieren unter Beteiligung der Weltspitze, die von Oktober 2014 bis Mai 2015 stattfand. Die beiden Erstplatzierten (Fabiano Caruana und Hikaru Nakamura) qualifizierten sich für das Kandidatenturnier zur Schachweltmeisterschaft 2016.

## Modus
Der Grand Prix umfasste vier Turniere mit je 12 Spielern. Es nahmen 16 Spieler der Weltspitze teil, wobei jeder in drei Turnieren spielte. Der Sieger jedes Turniers erhielt 170 Punkte, der Zweite 140 und der Dritte 110. Für den 4. bis 12. Platz gab es 90, 80, … bis 10 Punkte. Für die Platzierung in jedem Turnier zählten nur die Brettpunkte; es gab keine Feinwertung. Wenn Spieler die Platzierung teilten, wurden die gesamten Punkte aufgeteilt.
Die Turniere fanden in Baku, Taschkent, Tiflis und Chanty-Mansijsk statt. Für das dritte Turnier war ursprünglich Teheran vorgesehen, was auf Kritik stieß. So äußerte Fabiano Caruana, dass er nicht in Teheran spielen wolle, da es im Iran für US-Bürger nicht sicher sei. Mitte Oktober 2014 änderte die FIDE den Austragungsort. Das vierte Turnier sollte ursprünglich in Moskau stattfinden.

## Qualifikation
Nachdem von den vorqualifizierten Spielern Magnus Carlsen, Viswanathan Anand, Lewon Aronjan, Wladimir Kramnik und Wesselin Topalow ihre Startberechtigung nicht wahrgenommen hatten, ergab sich folgende Teilnehmerliste:
- Acht Spieler aufgrund der FIDE Wertungsliste: Fabiano Caruana, Leinier Domínguez, Boris Gelfand, Alexander Grischtschuk, Sergei Karjakin, Şəhriyar Məmmədyarov, Hikaru Nakamura, Peter Swidler
- Drei Spieler aufgrund ihres Abschneidens im Weltpokal 2013: Dmitri Andreikin, Jewgeni Tomaschewski, Maxime Vachier-Lagrave
- Vier von der Vermarktungsgesellschaft AGON Nominierte: Baadur Dschobawa,  Dmitri Jakowenko, Rustam Kasimjanov, Teymur Rəcəbov. Der ursprünglich nominierte Iraner Ehsan Ghaem Maghami verlor seinen Startplatz an den Georgier Dschobawa, als der Austragungsort Teheran durch Tiflis ersetzt wurde.
- Ein vom FIDE-Präsidenten nominierter Spieler: Anish Giri

## Ergebnisse

### Turniere
| Baku 1. – 15. Okt. 2014            | 1.–2. Caruana, Gelfand 6½ P.; 3.–7. Grischtschuk, Karjakin, Nakamura, Swidler, Tomaschewski 6 P.; 8. Rəcəbov 5½ P.; 9.–10. Kasimjanov, Məmmədyarov 5 P.; 11. Andreikin 4½ P.; 12. Domínguez 3 P.            |
| Taschkent 20. Okt. – 3. Nov. 2014  | 1. Andreikin 7 P.; 2.–3. Məmmədyarov, Nakamura 6½ P.; 4.–7. Caruana, Dschobawa, Karjakin, Vachier-Lagrave 6 P.; 8. Rəcəbov 5½ P.; 9. Giri 5 P.; 10. Jakowenko 4½ P.; 11.–12. Gelfand, Kasimjanov 3½ P.      |
| Tiflis 14. – 28. Feb. 2015         | 1. Tomaschewski 8 P.; 2. Jakowenko 6½ P.; 3. Rəcəbov 6 P.; 4.–7.Məmmədyarov, Kasimjanov, Giri, Domínguez 5½ P.; 8.–10. Grischtschuk, Dschobawa, Vachier-Lagrave 5 P.; 11. Swidler 4½ P.; 12. Andreikin 4 P. |
| Chanty-Mansijsk 13. – 27. Mai 2015 | 1.–3. Caruana, Nakamura, Jakowenko 6½ P.; 4.–5. Gelfand, Domínguez 6 P.; 6.–9. Karjakin, Grischtschuk, Giri, Swidler 5½ P.; 10. Tomaschewski 5 P.; 11. Dschobawa 4 P.; 12. Vachier-Lagrave 3½ P.            |

### Gesamtergebnis
Daraus ergab sich folgende Punkteverteilung:
| Spieler                | Elo-Zahl* | Baku | Taschkent | Tiflis | Chanty-Mansijsk | Gesamt |
| ---------------------- | --------- | ---- | --------- | ------ | --------------- | ------ |
| Fabiano Caruana        | 2801      | 155  | 75        | —      | 140             | 370    |
| Hikaru Nakamura        | 2782      | 82   | 125       | —      | 140             | 347    |
| Dmitri Jakowenko       | 2747      | —    | 30        | 140    | 140             | 310    |
| Jewgeni Tomaschewski   | 2701      | 82   | —         | 170    | 30              | 282    |
| Boris Gelfand          | 2748      | 155  | 15        | —      | 85              | 255    |
| Şəhriyar Məmmədyarov   | 2756      | 35   | 125       | 75     | —               | 235    |
| Sergei Karjakin        | 2777      | 82   | 75        | —      | 55              | 212    |
| Teymur Rəcəbov         | 2717      | 50   | 50        | 110    | —               | 210    |
| Dmitri Andreikin       | 2722      | 20   | 170       | 10     | —               | 200    |
| Alexander Grischtschuk | 2789      | 82   | —         | 40     | 55              | 177    |
| Leinier Domínguez      | 2756      | 10   | —         | 75     | 85              | 170    |
| Anish Giri             | 2758      | —    | 40        | 75     | 55              | 170    |
| Peter Swidler          | 2732      | 82   | —         | 20     | 55              | 157    |
| Baadur Dschobawa       | 2717      | —    | 75        | 40     | 20              | 135    |
| Rustam Kasimjanov      | 2706      | 35   | 15        | 75     | —               | 125    |
| Maxime Vachier-Lagrave | 2768      | —    | 75        | 40     | 10              | 125    |

*vor Beginn des ersten Turniers